# Il pirata del re
Il pirata del re (The King's Pirate) è un film del 1967 diretto da Don Weis.
È un film d'avventura statunitense ambientato in Madagascar nel XVIII secolo con Doug McClure, Jill St. John e Guy Stockwell. È un remake di Contro tutte le bandiere del 1952.

## Produzione
Il film, diretto da Don Weis su una sceneggiatura di Æneas MacKenzie, Paul Wayne e Joseph Hoffman con il soggetto dello stesso MacKenzie, fu prodotto da Robert Arthur per la Universal Pictures.

## Distribuzione
Il film fu distribuito con il titolo The King's Pirate negli Stati Uniti nell'agosto 1967 dalla Universal Pictures.
Altre distribuzioni:
- in Finlandia il 21 luglio 1967 (7 meren merirosvot)
- in Germania Ovest il 18 agosto 1967 (Der Pirat des Königs)
- in Danimarca il 1º aprile 1968 (Kongens pirat)
- in Portogallo il 14 agosto 1969
- in East Germania il 1º gennaio 1981 (in TV)
- in Brasile (O Pirata do Rei)
- in Ungheria (A király kalóza)
- in Italia (Il pirata del re)
- in Grecia (O peiratis tou vasileos)

## Promozione
La tagline è: "The Seven Seas, his Playground...Danger...Adventure...Women...his Reward ".

## Accoglienza

### Critica
Secondo Leonard Maltin è "uno smargiasso dei cartoni per ragazzi ambientato nel XVIII secolo".